# La Vuelta Femenina 2024
La 10a edició de la Vuelta Femenina, la segona amb aquest nom, es va desenvolupar entre el 28 d'abril i el 5 de maig de 2024, essent el 15è esdeveniment del World Tour femení.
La neerlandesa Demi Vollering (SD Worx) fou la vencedora de la prova, superant per 1 minut i 49 segons a la seva compatriota Riejanne Markus (Team Visma - Lease a Bike). L'italiana Elisa Longo Borghini (Trek-Segafredo) completà el podi.

## Equips
Vint-i-un equips van participar en la prova: 13 del World Tour i 8 continentals.
| UCI Women's WorldTeams (13)- AG Insurance-Soudal Team - Canyon-SRAM Racing - FDJ-Suez - Fenix-Deceuninck - Human Powered Health - Lidl-Trek - Liv AlUla Jayco - Movistar Team - Roland - SD Worx-Protime - Team DSM-Firmenich PostNL - Team Visma \| Lease a Bike - UAE Team ADQ UCI Women's continental teams (8)- Bepink-Bongioanni - EF Education-Cannondale - Eneicat-CMTeam - Laboral Kutxa-Fundacion Euskadi - Lotto Dstny Ladies - Team Coop-Repsol - VolkerWessels - Winspace |
| |

## Etapes
| Etapa    | Data      | Ciutats d'etapa                  | type                      | Distància (km) | Vencedora de l'etapa | Líder de la general |
| -------- | --------- | -------------------------------- | ------------------------- | -------------- | -------------------- | ------------------- |
| 1a etapa | 28 de abr | València – València              | contrarellotge per equips | 16             | Lidl-Trek            | Gaia Realini        |
| 2a etapa | 29 de abr | Bunyol – Moncofa                 | etapa plana               | 118            | Alison Jackson       | Blanka Vas          |
| 3a etapa | 30 de abr | Lucena – Terol                   | etapa accidentada         | 131            | Marianne Vos         | Blanka Vas          |
| 4a etapa | 1 de maig | Molina de Aragón – Saragossa     | etapa plana               | 142            | Kristen Faulkner     | Marianne Vos        |
| 5a etapa | 2 de maig | Osca – Jaca                      | etapa de muntanya         | 113            | Demi Vollering       | Demi Vollering      |
| 6a etapa | 3 de maig | Tarassona – Vinuesa              | etapa de muntanya         | 132            | Évita Muzic          | Demi Vollering      |
| 7a etapa | 4 de maig | San Esteban de Gormaz – Sigüenza | etapa accidentada         | 126            | Marianne Vos         | Demi Vollering      |
| 8a etapa | 5 de maig | Madrid – Valdesquí               | etapa de muntanya         | 89             | Demi Vollering       | Demi Vollering      |

## Desenvolupament de la cursa

### 1a etapa
València - València (16 km)
| \| Classificació de l'etapa \| Classificació de l'etapa \| Classificació de l'etapa \| Classificació de l'etapa \| Classificació de l'etapa \| Classificació de l'etapa \| \| Equip \| Equip \| Temps \| Diferència de temps \| Velocitat \| \| \| ------------------------ \| -------------------------- \| ------------------------ \| ------------------------ \| ------------------------ \| ------------------------ \| \| 1r \| Lidl-Trek \| 19' 20" \| \| 49.655 km/h \| \| \| 2n \| Team Visma \\| Lease a Bike \| 19' 20" \| + 0" \| 49.655 km/h \| \| \| 3r \| SD Worx-Protime \| 19' 21" \| + 1" \| 49.612 km/h \| \| \| 4t \| Canyon-SRAM Racing \| 19' 28" \| + 8" \| 49.315 km/h \| \| \| 5è \| EF Education-Cannondale \| 19' 29" \| + 9" \| 49.273 km/h \| \| \| 6è \| FDJ-Suez \| 19' 29" \| + 9" \| 49.273 km/h \| \| \| 7è \| Liv AlUla Jayco \| 19' 30" \| + 10" \| 49.231 km/h \| \| \| 8è \| Movistar Team \| 19' 32" \| + 12" \| 49.147 km/h \| \| \| 9è \| Team DSM-Firmenich PostNL \| 19' 37" \| + 17" \| 48.938 km/h \| \| \| 10è \| AG Insurance-Soudal Team \| 19' 52" \| + 32" \| 48.322 km/h \| \| |                            |         |                     |             |
| |                            |         |                     |             |
| |                            |         |                     |             |
| Classificació de l'etapa |                            |         |                     |             |
| Equip | Equip                      | Temps   | Diferència de temps | Velocitat   |
| 1r | Lidl-Trek                  | 19' 20" |                     | 49.655 km/h |
| 2n | Team Visma \| Lease a Bike | 19' 20" | + 0"                | 49.655 km/h |
| 3r | SD Worx-Protime            | 19' 21" | + 1"                | 49.612 km/h |
| 4t | Canyon-SRAM Racing         | 19' 28" | + 8"                | 49.315 km/h |
| 5è | EF Education-Cannondale    | 19' 29" | + 9"                | 49.273 km/h |
| 6è | FDJ-Suez                   | 19' 29" | + 9"                | 49.273 km/h |
| 7è | Liv AlUla Jayco            | 19' 30" | + 10"               | 49.231 km/h |
| 8è | Movistar Team              | 19' 32" | + 12"               | 49.147 km/h |
| 9è | Team DSM-Firmenich PostNL  | 19' 37" | + 17"               | 48.938 km/h |
| 10è | AG Insurance-Soudal Team   | 19' 52" | + 32"               | 48.322 km/h |

| \| Classificació general \| Classificació general \| Classificació general \| Classificació general \| Classificació general \| \| Ciclista \| Ciclista \| Equip \| Temps \| \| \| --------------------- \| --------------------- \| -------------------------- \| --------------------- \| --------------------- \| \| 1r \| Gaia Realini \| Lidl-Trek \| 19' 20" \| \| \| 2n \| Lizzie Deignan \| Lidl-Trek \| + 0" \| \| \| 3r \| Brodie Chapman \| Lidl-Trek \| + 0" \| \| \| 4t \| Elisa Longo Borghini \| Lidl-Trek \| + 0" \| \| \| 5è \| Amanda Spratt \| Lidl-Trek \| + 0" \| \| \| 6è \| Elynor Bäckstedt \| Lidl-Trek \| + 0" \| \| \| 7è \| Ellen van Dijk \| Lidl-Trek \| + 0" \| \| \| 8è \| Riejanne Markus \| Team Visma \\| Lease a Bike \| + 0" \| \| \| 9è \| Anna Henderson \| Team Visma \\| Lease a Bike \| + 0" \| \| \| 10è \| Marianne Vos \| Team Visma \\| Lease a Bike \| + 0" \| \| |                      |                            |         |
| |                      |                            |         |
| |                      |                            |         |
| Classificació general |                      |                            |         |
| Ciclista | Ciclista             | Equip                      | Temps   |
| 1r | Gaia Realini         | Lidl-Trek                  | 19' 20" |
| 2n | Lizzie Deignan       | Lidl-Trek                  | + 0"    |
| 3r | Brodie Chapman       | Lidl-Trek                  | + 0"    |
| 4t | Elisa Longo Borghini | Lidl-Trek                  | + 0"    |
| 5è | Amanda Spratt        | Lidl-Trek                  | + 0"    |
| 6è | Elynor Bäckstedt     | Lidl-Trek                  | + 0"    |
| 7è | Ellen van Dijk       | Lidl-Trek                  | + 0"    |
| 8è | Riejanne Markus      | Team Visma \| Lease a Bike | + 0"    |
| 9è | Anna Henderson       | Team Visma \| Lease a Bike | + 0"    |
| 10è | Marianne Vos         | Team Visma \| Lease a Bike | + 0"    |

### 2a etapa
Bunyol - Moncofa (118 km)
| \| Classificació de l'etapa \| Classificació de l'etapa \| Classificació de l'etapa \| Classificació de l'etapa \| Classificació de l'etapa \| \| Ciclista \| Ciclista \| Equip \| Temps \| \| \| ------------------------ \| ------------------------ \| ------------------------ \| ------------------------ \| ------------------------ \| \| 1r \| Alison Jackson \| EF Education-Cannondale \| 2h 51' 03" \| \| \| 2n \| Blanka Vas \| SD Worx-Protime \| + 0" \| \| \| 3r \| Karlijn Swinkels \| UAE Team ADQ \| + 0" \| \| \| 4t \| Katarzyna Niewiadoma \| Canyon-SRAM Racing \| + 0" \| \| \| 5è \| Ingvild Gåskjenn \| Liv AlUla Jayco \| + 0" \| \| \| 6è \| Giorgia Vettorello \| Roland \| + 0" \| \| \| 7è \| Silke Smulders \| Liv AlUla Jayco \| + 0" \| \| \| 8è \| Flora Perkins \| Fenix-Deceuninck \| + 0" \| \| \| 9è \| Amber Kraak \| FDJ-Suez \| + 0" \| \| \| 10è \| Kristen Faulkner \| EF Education-Cannondale \| + 0" \| \| |                      |                         |            |
| |                      |                         |            |
| |                      |                         |            |
| Classificació de l'etapa |                      |                         |            |
| Ciclista | Ciclista             | Equip                   | Temps      |
| 1r | Alison Jackson       | EF Education-Cannondale | 2h 51' 03" |
| 2n | Blanka Vas           | SD Worx-Protime         | + 0"       |
| 3r | Karlijn Swinkels     | UAE Team ADQ            | + 0"       |
| 4t | Katarzyna Niewiadoma | Canyon-SRAM Racing      | + 0"       |
| 5è | Ingvild Gåskjenn     | Liv AlUla Jayco         | + 0"       |
| 6è | Giorgia Vettorello   | Roland                  | + 0"       |
| 7è | Silke Smulders       | Liv AlUla Jayco         | + 0"       |
| 8è | Flora Perkins        | Fenix-Deceuninck        | + 0"       |
| 9è | Amber Kraak          | FDJ-Suez                | + 0"       |
| 10è | Kristen Faulkner     | EF Education-Cannondale | + 0"       |

| \| Classificació general \| Classificació general \| Classificació general \| Classificació general \| Classificació general \| \| Ciclista \| Ciclista \| Equip \| Temps \| \| \| --------------------- \| --------------------- \| -------------------------- \| --------------------- \| --------------------- \| \| 1r \| Blanka Vas \| SD Worx-Protime \| 3h 10' 14" \| \| \| 2n \| Alison Jackson \| EF Education-Cannondale \| + 8" \| \| \| 3r \| Elisa Longo Borghini \| Lidl-Trek \| + 9" \| \| \| 4t \| Eva van Agt \| Team Visma \\| Lease a Bike \| + 9" \| \| \| 5è \| Sophie von Berswordt \| Team Visma \\| Lease a Bike \| + 9" \| \| \| 6è \| Riejanne Markus \| Team Visma \\| Lease a Bike \| + 9" \| \| \| 7è \| Marianne Vos \| Team Visma \\| Lease a Bike \| + 9" \| \| \| 8è \| Amanda Spratt \| Lidl-Trek \| + 9" \| \| \| 9è \| Gaia Realini \| Lidl-Trek \| + 9" \| \| \| 10è \| Brodie Chapman \| Lidl-Trek \| + 9" \| \| |                      |                            |            |
| |                      |                            |            |
| |                      |                            |            |
| Classificació general |                      |                            |            |
| Ciclista | Ciclista             | Equip                      | Temps      |
| 1r | Blanka Vas           | SD Worx-Protime            | 3h 10' 14" |
| 2n | Alison Jackson       | EF Education-Cannondale    | + 8"       |
| 3r | Elisa Longo Borghini | Lidl-Trek                  | + 9"       |
| 4t | Eva van Agt          | Team Visma \| Lease a Bike | + 9"       |
| 5è | Sophie von Berswordt | Team Visma \| Lease a Bike | + 9"       |
| 6è | Riejanne Markus      | Team Visma \| Lease a Bike | + 9"       |
| 7è | Marianne Vos         | Team Visma \| Lease a Bike | + 9"       |
| 8è | Amanda Spratt        | Lidl-Trek                  | + 9"       |
| 9è | Gaia Realini         | Lidl-Trek                  | + 9"       |
| 10è | Brodie Chapman       | Lidl-Trek                  | + 9"       |

### 3a etapa
Lucena - Terol (131 km)
| \| Classificació de l'etapa \| Classificació de l'etapa \| Classificació de l'etapa \| Classificació de l'etapa \| Classificació de l'etapa \| \| Ciclista \| Ciclista \| Equip \| Temps \| \| \| ------------------------ \| ------------------------ \| -------------------------- \| ------------------------ \| ------------------------ \| \| 1r \| Marianne Vos \| Team Visma \\| Lease a Bike \| 3h 46' 52" \| \| \| 2n \| Charlotte Kool \| Team dsm-firmenich PostNL \| + 0" \| \| \| 3r \| Olivia Baril \| Movistar Team \| + 0" \| \| \| 4t \| Ingvild Gåskjenn \| Liv AlUla Jayco \| + 0" \| \| \| 5è \| Lily Williams \| Human Powered Health \| + 0" \| \| \| 6è \| Flora Perkins \| Fenix-Deceuninck \| + 0" \| \| \| 7è \| Eleonora Ciabocco \| Team dsm-firmenich PostNL \| + 0" \| \| \| 8è \| Caroline Andersson \| Liv AlUla Jayco \| + 0" \| \| \| 9è \| Mischa Bredewold \| SD Worx-Protime \| + 0" \| \| \| 10è \| Magdeleine Vallieres \| EF Education-Cannondale \| + 0" \| \| |                      |                            |            |
| |                      |                            |            |
| |                      |                            |            |
| Classificació de l'etapa |                      |                            |            |
| Ciclista | Ciclista             | Equip                      | Temps      |
| 1r | Marianne Vos         | Team Visma \| Lease a Bike | 3h 46' 52" |
| 2n | Charlotte Kool       | Team dsm-firmenich PostNL  | + 0"       |
| 3r | Olivia Baril         | Movistar Team              | + 0"       |
| 4t | Ingvild Gåskjenn     | Liv AlUla Jayco            | + 0"       |
| 5è | Lily Williams        | Human Powered Health       | + 0"       |
| 6è | Flora Perkins        | Fenix-Deceuninck           | + 0"       |
| 7è | Eleonora Ciabocco    | Team dsm-firmenich PostNL  | + 0"       |
| 8è | Caroline Andersson   | Liv AlUla Jayco            | + 0"       |
| 9è | Mischa Bredewold     | SD Worx-Protime            | + 0"       |
| 10è | Magdeleine Vallieres | EF Education-Cannondale    | + 0"       |

| \| Classificació general \| Classificació general \| Classificació general \| Classificació general \| Classificació general \| \| Ciclista \| Ciclista \| Equip \| Temps \| \| \| --------------------- \| --------------------- \| -------------------------- \| --------------------- \| --------------------- \| \| 1r \| Blanka Vas \| SD Worx-Protime \| 6h 57' 04" \| \| \| 2n \| Marianne Vos \| Team Visma \\| Lease a Bike \| + 1" \| \| \| 3r \| Alison Jackson \| EF Education-Cannondale \| + 10" \| \| \| 4t \| Elisa Longo Borghini \| Lidl-Trek \| + 11" \| \| \| 5è \| Eva van Agt \| Team Visma \\| Lease a Bike \| + 11" \| \| \| 6è \| Riejanne Markus \| Team Visma \\| Lease a Bike \| + 11" \| \| \| 7è \| Amanda Spratt \| Lidl-Trek \| + 11" \| \| \| 8è \| Sophie von Berswordt \| Team Visma \\| Lease a Bike \| + 11" \| \| \| 9è \| Gaia Realini \| Lidl-Trek \| + 11" \| \| \| 10è \| Brodie Chapman \| Lidl-Trek \| + 11" \| \| |                      |                            |            |
| |                      |                            |            |
| |                      |                            |            |
| Classificació general |                      |                            |            |
| Ciclista | Ciclista             | Equip                      | Temps      |
| 1r | Blanka Vas           | SD Worx-Protime            | 6h 57' 04" |
| 2n | Marianne Vos         | Team Visma \| Lease a Bike | + 1"       |
| 3r | Alison Jackson       | EF Education-Cannondale    | + 10"      |
| 4t | Elisa Longo Borghini | Lidl-Trek                  | + 11"      |
| 5è | Eva van Agt          | Team Visma \| Lease a Bike | + 11"      |
| 6è | Riejanne Markus      | Team Visma \| Lease a Bike | + 11"      |
| 7è | Amanda Spratt        | Lidl-Trek                  | + 11"      |
| 8è | Sophie von Berswordt | Team Visma \| Lease a Bike | + 11"      |
| 9è | Gaia Realini         | Lidl-Trek                  | + 11"      |
| 10è | Brodie Chapman       | Lidl-Trek                  | + 11"      |

### 4a etapa
Molina de Aragón - Saragossa (142 km)
| \| Classificació de l'etapa \| Classificació de l'etapa \| Classificació de l'etapa \| Classificació de l'etapa \| Classificació de l'etapa \| \| Ciclista \| Ciclista \| Equip \| Temps \| \| \| ------------------------ \| ------------------------ \| -------------------------- \| ------------------------ \| ------------------------ \| \| 1r \| Kristen Faulkner \| EF Education-Cannondale \| 3h 02' 37" \| \| \| 2n \| Georgia Baker \| Liv AlUla Jayco \| + 10" \| \| \| 3r \| Marianne Vos \| Team Visma \\| Lease a Bike \| + 10" \| \| \| 4t \| Blanka Vas \| SD Worx-Protime \| + 10" \| \| \| 5è \| Sheyla Gutiérrez Ruiz \| Movistar Team \| + 10" \| \| \| 6è \| Maike van der Duin \| Canyon-SRAM Racing \| + 10" \| \| \| 7è \| Alison Jackson \| EF Education-Cannondale \| + 10" \| \| \| 8è \| Silke Smulders \| Liv AlUla Jayco \| + 10" \| \| \| 9è \| Juliette Labous \| Team dsm-firmenich PostNL \| + 10" \| \| \| 10è \| Marlen Reusser \| SD Worx-Protime \| + 10" \| \| |                       |                            |            |
| |                       |                            |            |
| |                       |                            |            |
| Classificació de l'etapa |                       |                            |            |
| Ciclista | Ciclista              | Equip                      | Temps      |
| 1r | Kristen Faulkner      | EF Education-Cannondale    | 3h 02' 37" |
| 2n | Georgia Baker         | Liv AlUla Jayco            | + 10"      |
| 3r | Marianne Vos          | Team Visma \| Lease a Bike | + 10"      |
| 4t | Blanka Vas            | SD Worx-Protime            | + 10"      |
| 5è | Sheyla Gutiérrez Ruiz | Movistar Team              | + 10"      |
| 6è | Maike van der Duin    | Canyon-SRAM Racing         | + 10"      |
| 7è | Alison Jackson        | EF Education-Cannondale    | + 10"      |
| 8è | Silke Smulders        | Liv AlUla Jayco            | + 10"      |
| 9è | Juliette Labous       | Team dsm-firmenich PostNL  | + 10"      |
| 10è | Marlen Reusser        | SD Worx-Protime            | + 10"      |

| \| Classificació general \| Classificació general \| Classificació general \| Classificació general \| Classificació general \| \| Ciclista \| Ciclista \| Equip \| Temps \| \| \| --------------------- \| --------------------- \| -------------------------- \| --------------------- \| --------------------- \| \| 1r \| Marianne Vos \| Team Visma \\| Lease a Bike \| 9h 59' 42" \| \| \| 2n \| Blanka Vas \| SD Worx-Protime \| + 5" \| \| \| 3r \| Kristen Faulkner \| EF Education-Cannondale \| + 9" \| \| \| 4t \| Elisa Longo Borghini \| Lidl-Trek \| + 18" \| \| \| 5è \| Alison Jackson \| EF Education-Cannondale \| + 19" \| \| \| 6è \| Riejanne Markus \| Team Visma \\| Lease a Bike \| + 20" \| \| \| 7è \| Demi Vollering \| SD Worx-Protime \| + 21" \| \| \| 8è \| Marlen Reusser \| SD Worx-Protime \| + 21" \| \| \| 9è \| Niamh Fisher-Black \| SD Worx-Protime \| + 21" \| \| \| 10è \| Katarzyna Niewiadoma \| Canyon-SRAM Racing \| + 28" \| \| |                      |                            |            |
| |                      |                            |            |
| |                      |                            |            |
| Classificació general |                      |                            |            |
| Ciclista | Ciclista             | Equip                      | Temps      |
| 1r | Marianne Vos         | Team Visma \| Lease a Bike | 9h 59' 42" |
| 2n | Blanka Vas           | SD Worx-Protime            | + 5"       |
| 3r | Kristen Faulkner     | EF Education-Cannondale    | + 9"       |
| 4t | Elisa Longo Borghini | Lidl-Trek                  | + 18"      |
| 5è | Alison Jackson       | EF Education-Cannondale    | + 19"      |
| 6è | Riejanne Markus      | Team Visma \| Lease a Bike | + 20"      |
| 7è | Demi Vollering       | SD Worx-Protime            | + 21"      |
| 8è | Marlen Reusser       | SD Worx-Protime            | + 21"      |
| 9è | Niamh Fisher-Black   | SD Worx-Protime            | + 21"      |
| 10è | Katarzyna Niewiadoma | Canyon-SRAM Racing         | + 28"      |

### 5a etapa
Osca - Jaca (113 km)
| \| Classificació de l'etapa \| Classificació de l'etapa \| Classificació de l'etapa \| Classificació de l'etapa \| Classificació de l'etapa \| \| Ciclista \| Ciclista \| Equip \| Temps \| \| \| ------------------------ \| ------------------------ \| -------------------------- \| ------------------------ \| ------------------------ \| \| 1r \| Demi Vollering \| SD Worx-Protime \| 3h 09' 52" \| \| \| 2n \| Yara Kastelijn \| Fenix-Deceuninck \| + 28" \| \| \| 3r \| Elisa Longo Borghini \| Lidl-Trek \| + 28" \| \| \| 4t \| Évita Muzic \| FDJ-Suez \| + 39" \| \| \| 5è \| Sarah Gigante \| AG Insurance-Soudal Team \| + 41" \| \| \| 6è \| Ricarda Bauernfeind \| Canyon-SRAM Racing \| + 44" \| \| \| 7è \| Riejanne Markus \| Team Visma \\| Lease a Bike \| + 44" \| \| \| 8è \| Juliette Labous \| Team dsm-firmenich PostNL \| + 47" \| \| \| 9è \| Kim Cadzow \| EF Education-Cannondale \| + 57" \| \| \| 10è \| Pauliena Rooijakkers \| Fenix-Deceuninck \| + 1' 08" \| \| |                      |                            |            |
| |                      |                            |            |
| |                      |                            |            |
| Classificació de l'etapa |                      |                            |            |
| Ciclista | Ciclista             | Equip                      | Temps      |
| 1r | Demi Vollering       | SD Worx-Protime            | 3h 09' 52" |
| 2n | Yara Kastelijn       | Fenix-Deceuninck           | + 28"      |
| 3r | Elisa Longo Borghini | Lidl-Trek                  | + 28"      |
| 4t | Évita Muzic          | FDJ-Suez                   | + 39"      |
| 5è | Sarah Gigante        | AG Insurance-Soudal Team   | + 41"      |
| 6è | Ricarda Bauernfeind  | Canyon-SRAM Racing         | + 44"      |
| 7è | Riejanne Markus      | Team Visma \| Lease a Bike | + 44"      |
| 8è | Juliette Labous      | Team dsm-firmenich PostNL  | + 47"      |
| 9è | Kim Cadzow           | EF Education-Cannondale    | + 57"      |
| 10è | Pauliena Rooijakkers | Fenix-Deceuninck           | + 1' 08"   |

| \| Classificació general \| Classificació general \| Classificació general \| Classificació general \| Classificació general \| \| Ciclista \| Ciclista \| Equip \| Temps \| \| \| --------------------- \| --------------------- \| -------------------------- \| --------------------- \| --------------------- \| \| 1r \| Demi Vollering \| SD Worx-Protime \| 13h 09' 45" \| \| \| 2n \| Elisa Longo Borghini \| Lidl-Trek \| + 31" \| \| \| 3r \| Riejanne Markus \| Team Visma \\| Lease a Bike \| + 53" \| \| \| 4t \| Kristen Faulkner \| EF Education-Cannondale \| + 1' 10" \| \| \| 5è \| Juliette Labous \| Team dsm-firmenich PostNL \| + 1' 13" \| \| \| 6è \| Marlen Reusser \| SD Worx-Protime \| + 1' 23" \| \| \| 7è \| Niamh Fisher-Black \| SD Worx-Protime \| + 1' 34" \| \| \| 8è \| Katarzyna Niewiadoma \| Canyon-SRAM Racing \| + 1' 47" \| \| \| 9è \| Marianne Vos \| Team Visma \\| Lease a Bike \| + 2' 07" \| \| \| 10è \| Silke Smulders \| Liv AlUla Jayco \| + 2' 41" \| \| |                      |                            |             |
| |                      |                            |             |
| |                      |                            |             |
| Classificació general |                      |                            |             |
| Ciclista | Ciclista             | Equip                      | Temps       |
| 1r | Demi Vollering       | SD Worx-Protime            | 13h 09' 45" |
| 2n | Elisa Longo Borghini | Lidl-Trek                  | + 31"       |
| 3r | Riejanne Markus      | Team Visma \| Lease a Bike | + 53"       |
| 4t | Kristen Faulkner     | EF Education-Cannondale    | + 1' 10"    |
| 5è | Juliette Labous      | Team dsm-firmenich PostNL  | + 1' 13"    |
| 6è | Marlen Reusser       | SD Worx-Protime            | + 1' 23"    |
| 7è | Niamh Fisher-Black   | SD Worx-Protime            | + 1' 34"    |
| 8è | Katarzyna Niewiadoma | Canyon-SRAM Racing         | + 1' 47"    |
| 9è | Marianne Vos         | Team Visma \| Lease a Bike | + 2' 07"    |
| 10è | Silke Smulders       | Liv AlUla Jayco            | + 2' 41"    |

### 6a etapa
Tarassona - Vinuesa (132 km)
| \| Classificació de l'etapa \| Classificació de l'etapa \| Classificació de l'etapa \| Classificació de l'etapa \| Classificació de l'etapa \| \| Ciclista \| Ciclista \| Equip \| Temps \| \| \| ------------------------ \| ------------------------ \| -------------------------- \| ------------------------ \| ------------------------ \| \| 1r \| Évita Muzic \| FDJ-Suez \| 4h 10' 20" \| \| \| 2n \| Demi Vollering \| SD Worx-Protime \| + 2" \| \| \| 3r \| Yara Kastelijn \| Fenix-Deceuninck \| + 15" \| \| \| 4t \| Riejanne Markus \| Team Visma \\| Lease a Bike \| + 17" \| \| \| 5è \| Elisa Longo Borghini \| Lidl-Trek \| + 21" \| \| \| 6è \| Ricarda Bauernfeind \| Canyon-SRAM Racing \| + 21" \| \| \| 7è \| Juliette Labous \| Team dsm-firmenich PostNL \| + 21" \| \| \| 8è \| Pauliena Rooijakkers \| Fenix-Deceuninck \| + 33" \| \| \| 9è \| Niamh Fisher-Black \| SD Worx-Protime \| + 38" \| \| \| 10è \| Kim Cadzow \| EF Education-Cannondale \| + 40" \| \| |                      |                            |            |
| |                      |                            |            |
| |                      |                            |            |
| Classificació de l'etapa |                      |                            |            |
| Ciclista | Ciclista             | Equip                      | Temps      |
| 1r | Évita Muzic          | FDJ-Suez                   | 4h 10' 20" |
| 2n | Demi Vollering       | SD Worx-Protime            | + 2"       |
| 3r | Yara Kastelijn       | Fenix-Deceuninck           | + 15"      |
| 4t | Riejanne Markus      | Team Visma \| Lease a Bike | + 17"      |
| 5è | Elisa Longo Borghini | Lidl-Trek                  | + 21"      |
| 6è | Ricarda Bauernfeind  | Canyon-SRAM Racing         | + 21"      |
| 7è | Juliette Labous      | Team dsm-firmenich PostNL  | + 21"      |
| 8è | Pauliena Rooijakkers | Fenix-Deceuninck           | + 33"      |
| 9è | Niamh Fisher-Black   | SD Worx-Protime            | + 38"      |
| 10è | Kim Cadzow           | EF Education-Cannondale    | + 40"      |

| \| Classificació general \| Classificació general \| Classificació general \| Classificació general \| Classificació general \| \| Ciclista \| Ciclista \| Equip \| Temps \| \| \| --------------------- \| --------------------- \| -------------------------- \| --------------------- \| --------------------- \| \| 1r \| Demi Vollering \| SD Worx-Protime \| 17h 20' 01" \| \| \| 2n \| Elisa Longo Borghini \| Lidl-Trek \| + 56" \| \| \| 3r \| Riejanne Markus \| Team Visma \\| Lease a Bike \| + 1' 14" \| \| \| 4t \| Juliette Labous \| Team dsm-firmenich PostNL \| + 1' 38" \| \| \| 5è \| Niamh Fisher-Black \| SD Worx-Protime \| + 2' 16" \| \| \| 6è \| Évita Muzic \| FDJ-Suez \| + 2' 42" \| \| \| 7è \| Marlen Reusser \| SD Worx-Protime \| + 2' 52" \| \| \| 8è \| Ricarda Bauernfeind \| Canyon-SRAM Racing \| + 3' 17" \| \| \| 9è \| Yara Kastelijn \| Fenix-Deceuninck \| + 3' 25" \| \| \| 10è \| Kristen Faulkner \| EF Education-Cannondale \| + 3' 29" \| \| |                      |                            |             |
| |                      |                            |             |
| |                      |                            |             |
| Classificació general |                      |                            |             |
| Ciclista | Ciclista             | Equip                      | Temps       |
| 1r | Demi Vollering       | SD Worx-Protime            | 17h 20' 01" |
| 2n | Elisa Longo Borghini | Lidl-Trek                  | + 56"       |
| 3r | Riejanne Markus      | Team Visma \| Lease a Bike | + 1' 14"    |
| 4t | Juliette Labous      | Team dsm-firmenich PostNL  | + 1' 38"    |
| 5è | Niamh Fisher-Black   | SD Worx-Protime            | + 2' 16"    |
| 6è | Évita Muzic          | FDJ-Suez                   | + 2' 42"    |
| 7è | Marlen Reusser       | SD Worx-Protime            | + 2' 52"    |
| 8è | Ricarda Bauernfeind  | Canyon-SRAM Racing         | + 3' 17"    |
| 9è | Yara Kastelijn       | Fenix-Deceuninck           | + 3' 25"    |
| 10è | Kristen Faulkner     | EF Education-Cannondale    | + 3' 29"    |

### 7a etapa
San Esteban de Gormaz - Sigüenza (126 km)
| \| Classificació de l'etapa \| Classificació de l'etapa \| Classificació de l'etapa \| Classificació de l'etapa \| Classificació de l'etapa \| \| Ciclista \| Ciclista \| Equip \| Temps \| \| \| ------------------------ \| ------------------------ \| -------------------------- \| ------------------------ \| ------------------------ \| \| 1r \| Marianne Vos \| Team Visma \\| Lease a Bike \| 3h 27' 56" \| \| \| 2n \| Kristen Faulkner \| EF Education-Cannondale \| + 2" \| \| \| 3r \| Elisa Longo Borghini \| Lidl-Trek \| + 2" \| \| \| 4t \| Demi Vollering \| SD Worx-Protime \| + 2" \| \| \| 5è \| Ingvild Gåskjenn \| Liv AlUla Jayco \| + 2" \| \| \| 6è \| Niamh Fisher-Black \| SD Worx-Protime \| + 2" \| \| \| 7è \| Riejanne Markus \| Team Visma \\| Lease a Bike \| + 2" \| \| \| 8è \| Évita Muzic \| FDJ-Suez \| + 2" \| \| \| 9è \| Pauliena Rooijakkers \| Fenix-Deceuninck \| + 8" \| \| \| 10è \| Eline Jansen \| VolkerWessels \| + 10" \| \| |                      |                            |            |
| |                      |                            |            |
| |                      |                            |            |
| Classificació de l'etapa |                      |                            |            |
| Ciclista | Ciclista             | Equip                      | Temps      |
| 1r | Marianne Vos         | Team Visma \| Lease a Bike | 3h 27' 56" |
| 2n | Kristen Faulkner     | EF Education-Cannondale    | + 2"       |
| 3r | Elisa Longo Borghini | Lidl-Trek                  | + 2"       |
| 4t | Demi Vollering       | SD Worx-Protime            | + 2"       |
| 5è | Ingvild Gåskjenn     | Liv AlUla Jayco            | + 2"       |
| 6è | Niamh Fisher-Black   | SD Worx-Protime            | + 2"       |
| 7è | Riejanne Markus      | Team Visma \| Lease a Bike | + 2"       |
| 8è | Évita Muzic          | FDJ-Suez                   | + 2"       |
| 9è | Pauliena Rooijakkers | Fenix-Deceuninck           | + 8"       |
| 10è | Eline Jansen         | VolkerWessels              | + 10"      |

| \| Classificació general \| Classificació general \| Classificació general \| Classificació general \| Classificació general \| \| Ciclista \| Ciclista \| Equip \| Temps \| \| \| --------------------- \| --------------------- \| -------------------------- \| --------------------- \| --------------------- \| \| 1r \| Demi Vollering \| SD Worx-Protime \| 20h 47' 59" \| \| \| 2n \| Elisa Longo Borghini \| Lidl-Trek \| + 52" \| \| \| 3r \| Riejanne Markus \| Team Visma \\| Lease a Bike \| + 1' 14" \| \| \| 4t \| Juliette Labous \| Team dsm-firmenich PostNL \| + 1' 48" \| \| \| 5è \| Niamh Fisher-Black \| SD Worx-Protime \| + 2' 16" \| \| \| 6è \| Évita Muzic \| FDJ-Suez \| + 2' 42" \| \| \| 7è \| Kristen Faulkner \| EF Education-Cannondale \| + 3' 23" \| \| \| 8è \| Marlen Reusser \| SD Worx-Protime \| + 3' 24" \| \| \| 9è \| Ricarda Bauernfeind \| Canyon-SRAM Racing \| + 3' 27" \| \| \| 10è \| Yara Kastelijn \| Fenix-Deceuninck \| + 4' 07" \| \| |                      |                            |             |
| |                      |                            |             |
| |                      |                            |             |
| Classificació general |                      |                            |             |
| Ciclista | Ciclista             | Equip                      | Temps       |
| 1r | Demi Vollering       | SD Worx-Protime            | 20h 47' 59" |
| 2n | Elisa Longo Borghini | Lidl-Trek                  | + 52"       |
| 3r | Riejanne Markus      | Team Visma \| Lease a Bike | + 1' 14"    |
| 4t | Juliette Labous      | Team dsm-firmenich PostNL  | + 1' 48"    |
| 5è | Niamh Fisher-Black   | SD Worx-Protime            | + 2' 16"    |
| 6è | Évita Muzic          | FDJ-Suez                   | + 2' 42"    |
| 7è | Kristen Faulkner     | EF Education-Cannondale    | + 3' 23"    |
| 8è | Marlen Reusser       | SD Worx-Protime            | + 3' 24"    |
| 9è | Ricarda Bauernfeind  | Canyon-SRAM Racing         | + 3' 27"    |
| 10è | Yara Kastelijn       | Fenix-Deceuninck           | + 4' 07"    |

### 8a etapa
Madrid - Valdesquí (89 km)
| \| Classificació de l'etapa \| Classificació de l'etapa \| Classificació de l'etapa \| Classificació de l'etapa \| Classificació de l'etapa \| \| Ciclista \| Ciclista \| Equip \| Temps \| \| \| ------------------------ \| ------------------------ \| -------------------------- \| ------------------------ \| ------------------------ \| \| 1r \| Demi Vollering \| SD Worx-Protime \| 2h 43' 06" \| \| \| 2n \| Évita Muzic \| FDJ-Suez \| + 29" \| \| \| 3r \| Riejanne Markus \| Team Visma \\| Lease a Bike \| + 33" \| \| \| 4t \| Pauliena Rooijakkers \| Fenix-Deceuninck \| + 53" \| \| \| 5è \| Ricarda Bauernfeind \| Canyon-SRAM Racing \| + 56" \| \| \| 6è \| Juliette Labous \| Team dsm-firmenich PostNL \| + 1' 00" \| \| \| 7è \| Elisa Longo Borghini \| Lidl-Trek \| + 1' 00" \| \| \| 8è \| Antonia Niedermaier \| Canyon-SRAM Racing \| + 1' 00" \| \| \| 9è \| Yara Kastelijn \| Fenix-Deceuninck \| + 1' 10" \| \| \| 10è \| Kim Cadzow \| EF Education-Cannondale \| + 1' 28" \| \| |                      |                            |            |
| |                      |                            |            |
| |                      |                            |            |
| Classificació de l'etapa |                      |                            |            |
| Ciclista | Ciclista             | Equip                      | Temps      |
| 1r | Demi Vollering       | SD Worx-Protime            | 2h 43' 06" |
| 2n | Évita Muzic          | FDJ-Suez                   | + 29"      |
| 3r | Riejanne Markus      | Team Visma \| Lease a Bike | + 33"      |
| 4t | Pauliena Rooijakkers | Fenix-Deceuninck           | + 53"      |
| 5è | Ricarda Bauernfeind  | Canyon-SRAM Racing         | + 56"      |
| 6è | Juliette Labous      | Team dsm-firmenich PostNL  | + 1' 00"   |
| 7è | Elisa Longo Borghini | Lidl-Trek                  | + 1' 00"   |
| 8è | Antonia Niedermaier  | Canyon-SRAM Racing         | + 1' 00"   |
| 9è | Yara Kastelijn       | Fenix-Deceuninck           | + 1' 10"   |
| 10è | Kim Cadzow           | EF Education-Cannondale    | + 1' 28"   |

## Classificacions finals

### Classificació general final
| \| Classificació general \| Classificació general \| Classificació general \| Classificació general \| Classificació general \| \| Ciclista \| Ciclista \| Equip \| Temps \| \| \| --------------------- \| --------------------- \| -------------------------- \| --------------------- \| --------------------- \| \| 1r \| Demi Vollering \| SD Worx-Protime \| 23h 30' 55" \| \| \| 2n \| Riejanne Markus \| Team Visma \\| Lease a Bike \| + 1' 49" \| \| \| 3r \| Elisa Longo Borghini \| Lidl-Trek \| + 2' 00" \| \| \| 4t \| Juliette Labous \| Team dsm-firmenich PostNL \| + 2' 58" \| \| \| 5è \| Évita Muzic \| FDJ-Suez \| + 3' 15" \| \| \| 6è \| Ricarda Bauernfeind \| Canyon-SRAM Racing \| + 4' 33" \| \| \| 7è \| Niamh Fisher-Black \| SD Worx-Protime \| + 5' 14" \| \| \| 8è \| Yara Kastelijn \| Fenix-Deceuninck \| + 5' 27" \| \| \| 9è \| Pauliena Rooijakkers \| Fenix-Deceuninck \| + 5' 42" \| \| \| 10è \| Kim Cadzow \| EF Education-Cannondale \| + 6' 19" \| \| |                      |                            |             |
| |                      |                            |             |
| Font: ProCyclingStats |                      |                            |             |
| Classificació general |                      |                            |             |
| Ciclista | Ciclista             | Equip                      | Temps       |
| 1r | Demi Vollering       | SD Worx-Protime            | 23h 30' 55" |
| 2n | Riejanne Markus      | Team Visma \| Lease a Bike | + 1' 49"    |
| 3r | Elisa Longo Borghini | Lidl-Trek                  | + 2' 00"    |
| 4t | Juliette Labous      | Team dsm-firmenich PostNL  | + 2' 58"    |
| 5è | Évita Muzic          | FDJ-Suez                   | + 3' 15"    |
| 6è | Ricarda Bauernfeind  | Canyon-SRAM Racing         | + 4' 33"    |
| 7è | Niamh Fisher-Black   | SD Worx-Protime            | + 5' 14"    |
| 8è | Yara Kastelijn       | Fenix-Deceuninck           | + 5' 27"    |
| 9è | Pauliena Rooijakkers | Fenix-Deceuninck           | + 5' 42"    |
| 10è | Kim Cadzow           | EF Education-Cannondale    | + 6' 19"    |

### Classificacions addicionals
| Classificació per punts | Classificació per punts | Classificació per punts    | Classificació per punts | Classificació per punts |
| Ciclista                | Ciclista                | Equip                      | Punts                   |                         |
| ----------------------- | ----------------------- | -------------------------- | ----------------------- | ----------------------- |
| 1r                      | Marianne Vos            | Team Visma \| Lease a Bike | 190 pts                 |                         |
| 2n                      | Demi Vollering          | SD Worx-Protime            | 148 pts                 |                         |
| 3r                      | Riejanne Markus         | Team Visma \| Lease a Bike | 134 pts                 |                         |
| 4t                      | Évita Muzic             | FDJ-Suez                   | 108 pts                 |                         |
| 5è                      | Elisa Longo Borghini    | Lidl-Trek                  | 107 pts                 |                         |
| 6è                      | Blanka Vas              | SD Worx-Protime            | 104 pts                 |                         |
| 7è                      | Kristen Faulkner        | EF Education-Cannondale    | 94 pts                  |                         |
| 8è                      | Juliette Labous         | Team dsm-firmenich PostNL  | 71 pts                  |                         |
| 9è                      | Karlijn Swinkels        | UAE Team ADQ               | 70 pts                  |                         |
| 10è                     | Alison Jackson          | EF Education-Cannondale    | 62 pts                  |                         |

| Classificació per punts | Classificació per punts | Classificació per punts    | Classificació per punts | Classificació per punts |
| Ciclista                | Ciclista                | Equip                      | Punts                   |                         |
| ----------------------- | ----------------------- | -------------------------- | ----------------------- | ----------------------- |
| 1r                      | Marianne Vos            | Team Visma \| Lease a Bike | 190 pts                 |                         |
| 2n                      | Demi Vollering          | SD Worx-Protime            | 148 pts                 |                         |
| 3r                      | Riejanne Markus         | Team Visma \| Lease a Bike | 134 pts                 |                         |
| 4t                      | Évita Muzic             | FDJ-Suez                   | 108 pts                 |                         |
| 5è                      | Elisa Longo Borghini    | Lidl-Trek                  | 107 pts                 |                         |
| 6è                      | Blanka Vas              | SD Worx-Protime            | 104 pts                 |                         |
| 7è                      | Kristen Faulkner        | EF Education-Cannondale    | 94 pts                  |                         |
| 8è                      | Juliette Labous         | Team dsm-firmenich PostNL  | 71 pts                  |                         |
| 9è                      | Karlijn Swinkels        | UAE Team ADQ               | 70 pts                  |                         |
| 10è                     | Alison Jackson          | EF Education-Cannondale    | 62 pts                  |                         |

| Classificació de la muntanya | Classificació de la muntanya | Classificació de la muntanya | Classificació de la muntanya | Classificació de la muntanya |
| Ciclista                     | Ciclista                     | Equip                        | Punts                        |                              |
| ---------------------------- | ---------------------------- | ---------------------------- | ---------------------------- | ---------------------------- |
| 1r                           | Demi Vollering               | SD Worx-Protime              | 46 pts                       |                              |
| 2n                           | Évita Muzic                  | FDJ-Suez                     | 43 pts                       |                              |
| 3r                           | Yara Kastelijn               | Fenix-Deceuninck             | 26 pts                       |                              |
| 4t                           | Karlijn Swinkels             | UAE Team ADQ                 | 20 pts                       |                              |
| 5è                           | Riejanne Markus              | Team Visma \| Lease a Bike   | 16 pts                       |                              |
| 6è                           | Pauliena Rooijakkers         | Fenix-Deceuninck             | 12 pts                       |                              |
| 7è                           | Ricarda Bauernfeind          | Canyon-SRAM Racing           | 11 pts                       |                              |
| 8è                           | Elisa Longo Borghini         | Lidl-Trek                    | 10 pts                       |                              |
| 9è                           | Niamh Fisher-Black           | SD Worx-Protime              | 8 pts                        |                              |
| 10è                          | Antonia Niedermaier          | Canyon-SRAM Racing           | 8 pts                        |                              |

| Classificació de la muntanya | Classificació de la muntanya | Classificació de la muntanya | Classificació de la muntanya | Classificació de la muntanya |
| Ciclista                     | Ciclista                     | Equip                        | Punts                        |                              |
| ---------------------------- | ---------------------------- | ---------------------------- | ---------------------------- | ---------------------------- |
| 1r                           | Demi Vollering               | SD Worx-Protime              | 46 pts                       |                              |
| 2n                           | Évita Muzic                  | FDJ-Suez                     | 43 pts                       |                              |
| 3r                           | Yara Kastelijn               | Fenix-Deceuninck             | 26 pts                       |                              |
| 4t                           | Karlijn Swinkels             | UAE Team ADQ                 | 20 pts                       |                              |
| 5è                           | Riejanne Markus              | Team Visma \| Lease a Bike   | 16 pts                       |                              |
| 6è                           | Pauliena Rooijakkers         | Fenix-Deceuninck             | 12 pts                       |                              |
| 7è                           | Ricarda Bauernfeind          | Canyon-SRAM Racing           | 11 pts                       |                              |
| 8è                           | Elisa Longo Borghini         | Lidl-Trek                    | 10 pts                       |                              |
| 9è                           | Niamh Fisher-Black           | SD Worx-Protime              | 8 pts                        |                              |
| 10è                          | Antonia Niedermaier          | Canyon-SRAM Racing           | 8 pts                        |                              |

| Classificació per equips | Classificació per equips   | Classificació per equips | Classificació per equips |
| Equip                    | Equip                      | Temps                    |                          |
| ------------------------ | -------------------------- | ------------------------ | ------------------------ |
| 1r                       | SD Worx-Protime            | 70h 06' 44"              |                          |
| 2n                       | Fenix-Deceuninck           | + 13' 40"                |                          |
| 3r                       | EF Education-Cannondale    | + 21' 25"                |                          |
| 4t                       | Liv AlUla Jayco            | + 27' 06"                |                          |
| 5è                       | Lidl-Trek                  | + 31' 29"                |                          |
| 6è                       | Team Visma \| Lease a Bike | + 31' 57"                |                          |
| 7è                       | FDJ-Suez                   | + 33' 20"                |                          |
| 8è                       | UAE Team ADQ               | + 38' 18"                |                          |
| 9è                       | Canyon-SRAM Racing         | + 41' 34"                |                          |
| 10è                      | Team DSM-Firmenich PostNL  | + 48' 52"                |                          |

| Classificació per equips | Classificació per equips   | Classificació per equips | Classificació per equips |
| Equip                    | Equip                      | Temps                    |                          |
| ------------------------ | -------------------------- | ------------------------ | ------------------------ |
| 1r                       | SD Worx-Protime            | 70h 06' 44"              |                          |
| 2n                       | Fenix-Deceuninck           | + 13' 40"                |                          |
| 3r                       | EF Education-Cannondale    | + 21' 25"                |                          |
| 4t                       | Liv AlUla Jayco            | + 27' 06"                |                          |
| 5è                       | Lidl-Trek                  | + 31' 29"                |                          |
| 6è                       | Team Visma \| Lease a Bike | + 31' 57"                |                          |
| 7è                       | FDJ-Suez                   | + 33' 20"                |                          |
| 8è                       | UAE Team ADQ               | + 38' 18"                |                          |
| 9è                       | Canyon-SRAM Racing         | + 41' 34"                |                          |
| 10è                      | Team DSM-Firmenich PostNL  | + 48' 52"                |                          |

## Evolució de les classificacions
| Etapa | Guanyadora       | Classificació general | Classificació dels punts | Classificació de la muntanya | Classificació per equips | Premi de la combativitat |
| ----- | ---------------- | --------------------- | ------------------------ | ---------------------------- | ------------------------ | ------------------------ |
| 1     | Lidl-Trek        | Gaia Realini          | no premiat               | no premiat                   | Lidl-Trek                | no premiat               |
| 2     | Alison Jackson   | Blanka Vas            | Alison Jackson           | Karlijn Swinkels             | Lidl-Trek                | Idoia Eraso              |
| 3     | Marianne Vos     | Blanka Vas            | Blanka Vas               | Karlijn Swinkels             | Lidl-Trek                | Mireia Benito            |
| 4     | Kristen Faulkner | Marianne Vos          | Blanka Vas               | Karlijn Swinkels             | Team SD Worx-Protime     | Marlen Reusser           |
| 5     | Demi Vollering   | Demi Vollering        | Marianne Vos             | Karlijn Swinkels             | Team SD Worx-Protime     | Lourdes Oyarbide         |
| 6     | Évita Muzic      | Demi Vollering        | Marianne Vos             | Karlijn Swinkels             | Team SD Worx-Protime     | Claudia San Justo        |
| 7     | Marianne Vos     | Demi Vollering        | Marianne Vos             | Karlijn Swinkels             | Team SD Worx-Protime     | Anya Louw                |
| 8     | Demi Vollering   | Demi Vollering        | Marianne Vos             | Demi Vollering               | Team SD Worx-Protime     | Mireia Benito            |
| Final | Final            | Demi Vollering        | Marianne Vos             | Demi Vollering               | Team SD Worx-Protime     | Mireia Benito            |

## Llista de participants
| Movistar Team MOV | Movistar Team MOV           | Movistar Team MOV |
| ----------------- | --------------------------- | ----------------- |
| Núm               | Ciclista                    | Pos               |
| 1                 | Liane Lippert (GER) (ruta)  | 31è               |
| 2                 | Olivia Baril (CAN)          | 30è               |
| 3                 | Emma Norsgaard (DEN)        | DNF-3             |
| 4                 | Jelena Erić (SRB) (ruta)    | 77è               |
| 5                 | Sheyla Gutiérrez Ruiz (ESP) | 66è               |
| 6                 | Sara Martín Martín (ESP)    | NP-8              |
| 7                 | Mareille Meijering (NED)    | 67è               |

| SD Worx-Protime SDW | SD Worx-Protime SDW           | SD Worx-Protime SDW |
| ------------------- | ----------------------------- | ------------------- |
| Núm                 | Ciclista                      | Pos                 |
| 11                  | Niamh Fisher-Black (NZL)      | 7è                  |
| 12                  | Mischa Bredewold (NED) (ruta) | 40è                 |
| 13                  | Elena Cecchini (ITA)          | 56è                 |
| 14                  | Barbara Guarischi (ITA)       | 95è                 |
| 15                  | Marlen Reusser (SUI) (ruta)   | 13è                 |
| 16                  | Blanka Vas (HUN) (ruta)       | 57è                 |
| 17                  | Demi Vollering (NED) (ruta)   | 1r                  |

| Lidl-Trek LTK | Lidl-Trek LTK                     | Lidl-Trek LTK |
| ------------- | --------------------------------- | ------------- |
| Núm           | Ciclista                          | Pos           |
| 21            | Elynor Bäckstedt (GBR)            | 104è          |
| 22            | Brodie Chapman (AUS)              | 43è           |
| 23            | Lizzie Deignan (GBR)              | 58è           |
| 24            | Elisa Longo Borghini (ITA) (ruta) | 3r            |
| 25            | Gaia Realini (ITA)                | NP-6          |
| 26            | Amanda Spratt (AUS)               | 18è           |
| 27            | Ellen van Dijk (NED)              | NP-4          |

| Canyon-SRAM Racing CSR | Canyon-SRAM Racing CSR     | Canyon-SRAM Racing CSR |
| ---------------------- | -------------------------- | ---------------------- |
| Núm                    | Ciclista                   | Pos                    |
| 31                     | Neve Bradbury (AUS)        | DNF                    |
| 32                     | Zoe Bäckstedt (GBR)        | 93è                    |
| 33                     | Ricarda Bauernfeind (GER)  | 6è                     |
| 35                     | Antonia Niedermaier (GER)  | 11è                    |
| 36                     | Katarzyna Niewiadoma (POL) | NP-6                   |
| 37                     | Maike van der Duin (NED)   | 86è                    |

| UAE Team ADQ UAD | UAE Team ADQ UAD        | UAE Team ADQ UAD |
| ---------------- | ----------------------- | ---------------- |
| Núm              | Ciclista                | Pos              |
| 41               | Mikayla Harvey (NZL)    | 49è              |
| 42               | Alena Amialiússik (BLR) | DNF-8            |
| 43               | Eugenia Bujak (SLO)     | 60è              |
| 44               | Alena Ivanchenko (RUS)  | 23è              |
| 45               | Erica Magnaldi (ITA)    | 15è              |
| 46               | Tereza Neumanová (CZE)  | DNF-5            |
| 47               | Karlijn Swinkels (NED)  | 36è              |

| Team dsm-firmenich PostNL DFP | Team dsm-firmenich PostNL DFP | Team dsm-firmenich PostNL DFP |
| ----------------------------- | ----------------------------- | ----------------------------- |
| Núm                           | Ciclista                      | Pos                           |
| 51                            | Juliette Labous (FRA)         | 4t                            |
| 52                            | Rachele Barbieri (ITA)        | 92è                           |
| 53                            | Eleonora Ciabocco (ITA)       | 44è                           |
| 54                            | Daniek Hengeveld (NED)        | 100è                          |
| 55                            | Charlotte Kool (NED)          | 91è                           |
| 56                            | Abi Smith (GBR)               | 65è                           |
| 57                            | Nienke Vinke (NED)            | 34è                           |

| Team Visma \| Lease a Bike TVL | Team Visma \| Lease a Bike TVL | Team Visma \| Lease a Bike TVL |
| ------------------------------ | ------------------------------ | ------------------------------ |
| Núm                            | Ciclista                       | Pos                            |
| 61                             | Marianne Vos (NED)             | 24è                            |
| 62                             | Carlijn Achtereekte (NED)      | 59è                            |
| 63                             | Anna Henderson (GBR)           | NP-3                           |
| 64                             | Riejanne Markus (NED)          | 2n                             |
| 65                             | Maud Oudeman (NED)             | 48è                            |
| 66                             | Eva van Agt (NED)              | NP-8                           |
| 67                             | Sophie von Berswordt (NED)     | 38è                            |

| FDJ-Suez FST | FDJ-Suez FST            | FDJ-Suez FST |
| ------------ | ----------------------- | ------------ |
| Núm          | Ciclista                | Pos          |
| 71           | Évita Muzic (FRA)       | 5è           |
| 72           | Grace Brown (AUS)       | 17è          |
| 73           | Marta Cavalli (ITA)     | NP-3         |
| 74           | Coralie Demay (FRA)     | 73è          |
| 75           | Vittoria Guazzini (ITA) | DNF-3        |
| 76           | Amber Kraak (NED)       | 45è          |
| 77           | Alessia Vigilia (ITA)   | 55è          |

| Fenix-Deceuninck FED | Fenix-Deceuninck FED         | Fenix-Deceuninck FED |
| -------------------- | ---------------------------- | -------------------- |
| Núm                  | Ciclista                     | Pos                  |
| 81                   | Yara Kastelijn (NED)         | 8è                   |
| 82                   | Greta Marturano (ITA)        | 22è                  |
| 83                   | Flora Perkins (GBR)          | 61è                  |
| 84                   | Pauliena Rooijakkers (NED)   | 9è                   |
| 85                   | Carina Schrempf (AUT) (ruta) | 75è                  |
| 86                   | Petra Stiasny (SUI)          | 51è                  |
| 87                   | Aniek van Alphen (NED)       | DNF-6                |

| Laboral Kutxa-Fundación Euskadi LKF | Laboral Kutxa-Fundación Euskadi LKF | Laboral Kutxa-Fundación Euskadi LKF |
| ----------------------------------- | ----------------------------------- | ----------------------------------- |
| Núm                                 | Ciclista                            | Pos                                 |
| 91                                  | Debora Silvestri (ITA)              | NP-7                                |
| 92                                  | Idoia Eraso (ESP)                   | 114è                                |
| 93                                  | Lourdes Oyarbide Jiménez (ESP)      | 107è                                |
| 94                                  | Nadia Quagliotto (ITA)              | 50è                                 |
| 95                                  | Aileen Schweikart (GER)             | 25è                                 |
| 96                                  | Laura Tomasi (ITA)                  | 64è                                 |
| 97                                  | Cristina Tonetti (ITA)              | 88è                                 |

| Liv AlUla Jayco LAJ | Liv AlUla Jayco LAJ                             | Liv AlUla Jayco LAJ |
| ------------------- | ----------------------------------------------- | ------------------- |
| Núm                 | Ciclista                                        | Pos                 |
| 101                 | Margarita Victoria García Cañellas (ESP) (ruta) | 20è                 |
| 102                 | Caroline Andersson (SWE)                        | 32è                 |
| 103                 | Georgia Baker (AUS)                             | 81è                 |
| 104                 | Teniel Campbell (TTO)                           | 83è                 |
| 105                 | Ingvild Gåskjenn (NOR)                          | 14è                 |
| 106                 | Georgie Howe (AUS)                              | 109è                |
| 107                 | Silke Smulders (NED)                            | 21è                 |

| Roland CGS | Roland CGS                      | Roland CGS |
| ---------- | ------------------------------- | ---------- |
| Núm        | Ciclista                        | Pos        |
| 111        | Tamara Balabolina (RUS) (ruta)  | 35è        |
| 112        | Antri Christoforou (CYP) (ruta) | 94è        |
| 113        | Maggie Coles-Lyster (CAN)       | 96è        |
| 114        | Natalie Grinczer (GBR)          | DNF-3      |
| 115        | Elena Hartmann (SUI)            | DNF-5      |
| 116        | Anna Kiesenhofer (AUT)          | 108è       |
| 117        | Giorgia Vettorello (ITA)        | 69è        |

| AG Insurance-Soudal Team AGS | AG Insurance-Soudal Team AGS | AG Insurance-Soudal Team AGS |
| ---------------------------- | ---------------------------- | ---------------------------- |
| Núm                          | Ciclista                     | Pos                          |
| 121                          | Sarah Gigante (AUS)          | 19è                          |
| 122                          | Mireia Benito Pellicer (ESP) | 41è                          |
| 123                          | Justine Ghekiere (BEL)       | NP-4                         |
| 124                          | Anya Louw (AUS)              | 85è                          |
| 125                          | Ilse Pluimers (NED)          | 70è                          |
| 126                          | Maud Rijnbeek (NED)          | 72è                          |
| 127                          | Julie Van de Velde (BEL)     | DNF-8                        |

| Human Powered Health HPH | Human Powered Health HPH | Human Powered Health HPH |
| ------------------------ | ------------------------ | ------------------------ |
| Núm                      | Ciclista                 | Pos                      |
| 131                      | Iúlia Biriukova (UKR)    | 68è                      |
| 132                      | Henrietta Christie (NZL) | 28è                      |
| 134                      | Romy Kasper (GER)        | 62è                      |
| 135                      | Marit Raaijmakers (NED)  | DNF-5                    |
| 136                      | Lily Williams (USA)      | 54è                      |
| 137                      | Silvia Zanardi (ITA)     | 98è                      |

| EF Education-Cannondale EFC | EF Education-Cannondale EFC | EF Education-Cannondale EFC |
| --------------------------- | --------------------------- | --------------------------- |
| Núm                         | Ciclista                    | Pos                         |
| 141                         | Clara Emond (CAN)           | NP-3                        |
| 142                         | Kim Cadzow (NZL)            | 10è                         |
| 143                         | Veronica Ewers (USA)        | 46è                         |
| 144                         | Kristen Faulkner (USA)      | 12è                         |
| 145                         | Alison Jackson (CAN) (ruta) | 63è                         |
| 146                         | Clara Koppenburg (GER)      | 39è                         |
| 147                         | Magdeleine Vallieres (CAN)  | 29è                         |

| VolkerWessels VWT | VolkerWessels VWT       | VolkerWessels VWT |
| ----------------- | ----------------------- | ----------------- |
| Núm               | Ciclista                | Pos               |
| 151               | Laura Molenaar (NED)    | 84è               |
| 152               | Valerie Demey (BEL)     | 52è               |
| 153               | Anne Dijkstra (NED)     | 33è               |
| 154               | Eline Jansen (NED)      | 27è               |
| 155               | Quinty Schoens (NED)    | 37è               |
| 156               | Sabrina Stultiens (NED) | NP-3              |
| 157               | Marith Vanhove (BEL)    | DNF-4             |

| Lotto Dstny Ladies LDL | Lotto Dstny Ladies LDL      | Lotto Dstny Ladies LDL |
| ---------------------- | --------------------------- | ---------------------- |
| Núm                    | Ciclista                    | Pos                    |
| 161                    | Thalita de Jong (NED)       | 16è                    |
| 162                    | Wilma Aintila (FIN)         | 80è                    |
| 163                    | Maureen Arens (NED)         | 102è                   |
| 164                    | Fauve Bastiaenssen (BEL)    | 101è                   |
| 165                    | Audrey De Keersmaeker (BEL) | 97è                    |
| 166                    | Mieke Docx (BEL)            | 113è                   |
| 167                    | Esmée Gielkens (BEL)        | 99è                    |

| Eneicat-CMTeam EIC | Eneicat-CMTeam EIC        | Eneicat-CMTeam EIC |
| ------------------ | ------------------------- | ------------------ |
| Núm                | Ciclista                  | Pos                |
| 171                | Andrea Alzate Gómez (COL) | DNF-7              |
| 172                | Valentina Basilico (ITA)  | 105è               |
| 173                | Daniela Campos (POR)      | 74è                |
| 174                | Ariana Gilabert (ESP)     | 78è                |
| 175                | Adele Normand (CAN)       | DNF-3              |
| 176                | Claudia San Justo (ESP)   | 116è               |
| 177                | Carolina Vargas (COL)     | DNF-8              |

| Bepink-Bongioanni BPK | Bepink-Bongioanni BPK              | Bepink-Bongioanni BPK |
| --------------------- | ---------------------------------- | --------------------- |
| Núm                   | Ciclista                           | Pos                   |
| 181                   | Monica Trinca Colonel (ITA)        | 26è                   |
| 182                   | Andrea Casagranda (ITA)            | 87è                   |
| 183                   | Selene Colombi (ITA)               | NP-4                  |
| 184                   | Ana Vitória Magalhães (BRA) (ruta) | 89è                   |
| 185                   | Nora Jenčušová (SVK) (ruta)        | 90è                   |
| 186                   | Angela Oro (ITA)                   | 110è                  |
| 187                   | Beatrice Pozzobon (ITA)            | 115è                  |

| Winspace WIN | Winspace WIN             | Winspace WIN |
| ------------ | ------------------------ | ------------ |
| Núm          | Ciclista                 | Pos          |
| 191          | Karolina Perekitko (POL) | 42è          |
| 192          | Noémie Abgrall (FRA)     | 71è          |
| 193          | Marine Allione (FRA)     | 53è          |
| 194          | Floraine Bernard (FRA)   | DNF-3        |
| 195          | Aurela Nerlo (POL)       | 111è         |
| 196          | Tang Xin (CHN)           | 112è         |
| 197          | Constance Valentin (FRA) | 106è         |

| Team Coop-Repsol HPU | Team Coop-Repsol HPU          | Team Coop-Repsol HPU |
| -------------------- | ----------------------------- | -------------------- |
| Núm                  | Ciclista                      | Pos                  |
| 201                  | India Grangier (FRA)          | DNF-3                |
| 202                  | Camilla Ranes Bye (NOR)       | NP-6                 |
| 203                  | Stine Dale (NOR)              | 79è                  |
| 204                  | Sigrid Ytterhus Haugset (NOR) | 47è                  |
| 205                  | Stina Kagevi (SWE)            | 76è                  |
| 206                  | Magdalene Lind (NOR)          | 82è                  |
| 207                  | Eline Van Rooijen (NED)       | 103è                 |

| Movistar Team MOV | Movistar Team MOV           | Movistar Team MOV |
| ----------------- | --------------------------- | ----------------- |
| Núm               | Ciclista                    | Pos               |
| 1                 | Liane Lippert (GER) (ruta)  | 31è               |
| 2                 | Olivia Baril (CAN)          | 30è               |
| 3                 | Emma Norsgaard (DEN)        | DNF-3             |
| 4                 | Jelena Erić (SRB) (ruta)    | 77è               |
| 5                 | Sheyla Gutiérrez Ruiz (ESP) | 66è               |
| 6                 | Sara Martín Martín (ESP)    | NP-8              |
| 7                 | Mareille Meijering (NED)    | 67è               |

| SD Worx-Protime SDW | SD Worx-Protime SDW           | SD Worx-Protime SDW |
| ------------------- | ----------------------------- | ------------------- |
| Núm                 | Ciclista                      | Pos                 |
| 11                  | Niamh Fisher-Black (NZL)      | 7è                  |
| 12                  | Mischa Bredewold (NED) (ruta) | 40è                 |
| 13                  | Elena Cecchini (ITA)          | 56è                 |
| 14                  | Barbara Guarischi (ITA)       | 95è                 |
| 15                  | Marlen Reusser (SUI) (ruta)   | 13è                 |
| 16                  | Blanka Vas (HUN) (ruta)       | 57è                 |
| 17                  | Demi Vollering (NED) (ruta)   | 1r                  |

| Lidl-Trek LTK | Lidl-Trek LTK                     | Lidl-Trek LTK |
| ------------- | --------------------------------- | ------------- |
| Núm           | Ciclista                          | Pos           |
| 21            | Elynor Bäckstedt (GBR)            | 104è          |
| 22            | Brodie Chapman (AUS)              | 43è           |
| 23            | Lizzie Deignan (GBR)              | 58è           |
| 24            | Elisa Longo Borghini (ITA) (ruta) | 3r            |
| 25            | Gaia Realini (ITA)                | NP-6          |
| 26            | Amanda Spratt (AUS)               | 18è           |
| 27            | Ellen van Dijk (NED)              | NP-4          |

| Canyon-SRAM Racing CSR | Canyon-SRAM Racing CSR     | Canyon-SRAM Racing CSR |
| ---------------------- | -------------------------- | ---------------------- |
| Núm                    | Ciclista                   | Pos                    |
| 31                     | Neve Bradbury (AUS)        | DNF                    |
| 32                     | Zoe Bäckstedt (GBR)        | 93è                    |
| 33                     | Ricarda Bauernfeind (GER)  | 6è                     |
| 35                     | Antonia Niedermaier (GER)  | 11è                    |
| 36                     | Katarzyna Niewiadoma (POL) | NP-6                   |
| 37                     | Maike van der Duin (NED)   | 86è                    |

| UAE Team ADQ UAD | UAE Team ADQ UAD        | UAE Team ADQ UAD |
| ---------------- | ----------------------- | ---------------- |
| Núm              | Ciclista                | Pos              |
| 41               | Mikayla Harvey (NZL)    | 49è              |
| 42               | Alena Amialiússik (BLR) | DNF-8            |
| 43               | Eugenia Bujak (SLO)     | 60è              |
| 44               | Alena Ivanchenko (RUS)  | 23è              |
| 45               | Erica Magnaldi (ITA)    | 15è              |
| 46               | Tereza Neumanová (CZE)  | DNF-5            |
| 47               | Karlijn Swinkels (NED)  | 36è              |

| Team dsm-firmenich PostNL DFP | Team dsm-firmenich PostNL DFP | Team dsm-firmenich PostNL DFP |
| ----------------------------- | ----------------------------- | ----------------------------- |
| Núm                           | Ciclista                      | Pos                           |
| 51                            | Juliette Labous (FRA)         | 4t                            |
| 52                            | Rachele Barbieri (ITA)        | 92è                           |
| 53                            | Eleonora Ciabocco (ITA)       | 44è                           |
| 54                            | Daniek Hengeveld (NED)        | 100è                          |
| 55                            | Charlotte Kool (NED)          | 91è                           |
| 56                            | Abi Smith (GBR)               | 65è                           |
| 57                            | Nienke Vinke (NED)            | 34è                           |

| Team Visma \| Lease a Bike TVL | Team Visma \| Lease a Bike TVL | Team Visma \| Lease a Bike TVL |
| ------------------------------ | ------------------------------ | ------------------------------ |
| Núm                            | Ciclista                       | Pos                            |
| 61                             | Marianne Vos (NED)             | 24è                            |
| 62                             | Carlijn Achtereekte (NED)      | 59è                            |
| 63                             | Anna Henderson (GBR)           | NP-3                           |
| 64                             | Riejanne Markus (NED)          | 2n                             |
| 65                             | Maud Oudeman (NED)             | 48è                            |
| 66                             | Eva van Agt (NED)              | NP-8                           |
| 67                             | Sophie von Berswordt (NED)     | 38è                            |

| FDJ-Suez FST | FDJ-Suez FST            | FDJ-Suez FST |
| ------------ | ----------------------- | ------------ |
| Núm          | Ciclista                | Pos          |
| 71           | Évita Muzic (FRA)       | 5è           |
| 72           | Grace Brown (AUS)       | 17è          |
| 73           | Marta Cavalli (ITA)     | NP-3         |
| 74           | Coralie Demay (FRA)     | 73è          |
| 75           | Vittoria Guazzini (ITA) | DNF-3        |
| 76           | Amber Kraak (NED)       | 45è          |
| 77           | Alessia Vigilia (ITA)   | 55è          |

| Fenix-Deceuninck FED | Fenix-Deceuninck FED         | Fenix-Deceuninck FED |
| -------------------- | ---------------------------- | -------------------- |
| Núm                  | Ciclista                     | Pos                  |
| 81                   | Yara Kastelijn (NED)         | 8è                   |
| 82                   | Greta Marturano (ITA)        | 22è                  |
| 83                   | Flora Perkins (GBR)          | 61è                  |
| 84                   | Pauliena Rooijakkers (NED)   | 9è                   |
| 85                   | Carina Schrempf (AUT) (ruta) | 75è                  |
| 86                   | Petra Stiasny (SUI)          | 51è                  |
| 87                   | Aniek van Alphen (NED)       | DNF-6                |

| Laboral Kutxa-Fundación Euskadi LKF | Laboral Kutxa-Fundación Euskadi LKF | Laboral Kutxa-Fundación Euskadi LKF |
| ----------------------------------- | ----------------------------------- | ----------------------------------- |
| Núm                                 | Ciclista                            | Pos                                 |
| 91                                  | Debora Silvestri (ITA)              | NP-7                                |
| 92                                  | Idoia Eraso (ESP)                   | 114è                                |
| 93                                  | Lourdes Oyarbide Jiménez (ESP)      | 107è                                |
| 94                                  | Nadia Quagliotto (ITA)              | 50è                                 |
| 95                                  | Aileen Schweikart (GER)             | 25è                                 |
| 96                                  | Laura Tomasi (ITA)                  | 64è                                 |
| 97                                  | Cristina Tonetti (ITA)              | 88è                                 |

| Liv AlUla Jayco LAJ | Liv AlUla Jayco LAJ                             | Liv AlUla Jayco LAJ |
| ------------------- | ----------------------------------------------- | ------------------- |
| Núm                 | Ciclista                                        | Pos                 |
| 101                 | Margarita Victoria García Cañellas (ESP) (ruta) | 20è                 |
| 102                 | Caroline Andersson (SWE)                        | 32è                 |
| 103                 | Georgia Baker (AUS)                             | 81è                 |
| 104                 | Teniel Campbell (TTO)                           | 83è                 |
| 105                 | Ingvild Gåskjenn (NOR)                          | 14è                 |
| 106                 | Georgie Howe (AUS)                              | 109è                |
| 107                 | Silke Smulders (NED)                            | 21è                 |

| Roland CGS | Roland CGS                      | Roland CGS |
| ---------- | ------------------------------- | ---------- |
| Núm        | Ciclista                        | Pos        |
| 111        | Tamara Balabolina (RUS) (ruta)  | 35è        |
| 112        | Antri Christoforou (CYP) (ruta) | 94è        |
| 113        | Maggie Coles-Lyster (CAN)       | 96è        |
| 114        | Natalie Grinczer (GBR)          | DNF-3      |
| 115        | Elena Hartmann (SUI)            | DNF-5      |
| 116        | Anna Kiesenhofer (AUT)          | 108è       |
| 117        | Giorgia Vettorello (ITA)        | 69è        |

| AG Insurance-Soudal Team AGS | AG Insurance-Soudal Team AGS | AG Insurance-Soudal Team AGS |
| ---------------------------- | ---------------------------- | ---------------------------- |
| Núm                          | Ciclista                     | Pos                          |
| 121                          | Sarah Gigante (AUS)          | 19è                          |
| 122                          | Mireia Benito Pellicer (ESP) | 41è                          |
| 123                          | Justine Ghekiere (BEL)       | NP-4                         |
| 124                          | Anya Louw (AUS)              | 85è                          |
| 125                          | Ilse Pluimers (NED)          | 70è                          |
| 126                          | Maud Rijnbeek (NED)          | 72è                          |
| 127                          | Julie Van de Velde (BEL)     | DNF-8                        |

| Human Powered Health HPH | Human Powered Health HPH | Human Powered Health HPH |
| ------------------------ | ------------------------ | ------------------------ |
| Núm                      | Ciclista                 | Pos                      |
| 131                      | Iúlia Biriukova (UKR)    | 68è                      |
| 132                      | Henrietta Christie (NZL) | 28è                      |
| 134                      | Romy Kasper (GER)        | 62è                      |
| 135                      | Marit Raaijmakers (NED)  | DNF-5                    |
| 136                      | Lily Williams (USA)      | 54è                      |
| 137                      | Silvia Zanardi (ITA)     | 98è                      |

| EF Education-Cannondale EFC | EF Education-Cannondale EFC | EF Education-Cannondale EFC |
| --------------------------- | --------------------------- | --------------------------- |
| Núm                         | Ciclista                    | Pos                         |
| 141                         | Clara Emond (CAN)           | NP-3                        |
| 142                         | Kim Cadzow (NZL)            | 10è                         |
| 143                         | Veronica Ewers (USA)        | 46è                         |
| 144                         | Kristen Faulkner (USA)      | 12è                         |
| 145                         | Alison Jackson (CAN) (ruta) | 63è                         |
| 146                         | Clara Koppenburg (GER)      | 39è                         |
| 147                         | Magdeleine Vallieres (CAN)  | 29è                         |

| VolkerWessels VWT | VolkerWessels VWT       | VolkerWessels VWT |
| ----------------- | ----------------------- | ----------------- |
| Núm               | Ciclista                | Pos               |
| 151               | Laura Molenaar (NED)    | 84è               |
| 152               | Valerie Demey (BEL)     | 52è               |
| 153               | Anne Dijkstra (NED)     | 33è               |
| 154               | Eline Jansen (NED)      | 27è               |
| 155               | Quinty Schoens (NED)    | 37è               |
| 156               | Sabrina Stultiens (NED) | NP-3              |
| 157               | Marith Vanhove (BEL)    | DNF-4             |

| Lotto Dstny Ladies LDL | Lotto Dstny Ladies LDL      | Lotto Dstny Ladies LDL |
| ---------------------- | --------------------------- | ---------------------- |
| Núm                    | Ciclista                    | Pos                    |
| 161                    | Thalita de Jong (NED)       | 16è                    |
| 162                    | Wilma Aintila (FIN)         | 80è                    |
| 163                    | Maureen Arens (NED)         | 102è                   |
| 164                    | Fauve Bastiaenssen (BEL)    | 101è                   |
| 165                    | Audrey De Keersmaeker (BEL) | 97è                    |
| 166                    | Mieke Docx (BEL)            | 113è                   |
| 167                    | Esmée Gielkens (BEL)        | 99è                    |

| Eneicat-CMTeam EIC | Eneicat-CMTeam EIC        | Eneicat-CMTeam EIC |
| ------------------ | ------------------------- | ------------------ |
| Núm                | Ciclista                  | Pos                |
| 171                | Andrea Alzate Gómez (COL) | DNF-7              |
| 172                | Valentina Basilico (ITA)  | 105è               |
| 173                | Daniela Campos (POR)      | 74è                |
| 174                | Ariana Gilabert (ESP)     | 78è                |
| 175                | Adele Normand (CAN)       | DNF-3              |
| 176                | Claudia San Justo (ESP)   | 116è               |
| 177                | Carolina Vargas (COL)     | DNF-8              |

| Bepink-Bongioanni BPK | Bepink-Bongioanni BPK              | Bepink-Bongioanni BPK |
| --------------------- | ---------------------------------- | --------------------- |
| Núm                   | Ciclista                           | Pos                   |
| 181                   | Monica Trinca Colonel (ITA)        | 26è                   |
| 182                   | Andrea Casagranda (ITA)            | 87è                   |
| 183                   | Selene Colombi (ITA)               | NP-4                  |
| 184                   | Ana Vitória Magalhães (BRA) (ruta) | 89è                   |
| 185                   | Nora Jenčušová (SVK) (ruta)        | 90è                   |
| 186                   | Angela Oro (ITA)                   | 110è                  |
| 187                   | Beatrice Pozzobon (ITA)            | 115è                  |

| Winspace WIN | Winspace WIN             | Winspace WIN |
| ------------ | ------------------------ | ------------ |
| Núm          | Ciclista                 | Pos          |
| 191          | Karolina Perekitko (POL) | 42è          |
| 192          | Noémie Abgrall (FRA)     | 71è          |
| 193          | Marine Allione (FRA)     | 53è          |
| 194          | Floraine Bernard (FRA)   | DNF-3        |
| 195          | Aurela Nerlo (POL)       | 111è         |
| 196          | Tang Xin (CHN)           | 112è         |
| 197          | Constance Valentin (FRA) | 106è         |

| Team Coop-Repsol HPU | Team Coop-Repsol HPU          | Team Coop-Repsol HPU |
| -------------------- | ----------------------------- | -------------------- |
| Núm                  | Ciclista                      | Pos                  |
| 201                  | India Grangier (FRA)          | DNF-3                |
| 202                  | Camilla Ranes Bye (NOR)       | NP-6                 |
| 203                  | Stine Dale (NOR)              | 79è                  |
| 204                  | Sigrid Ytterhus Haugset (NOR) | 47è                  |
| 205                  | Stina Kagevi (SWE)            | 76è                  |
| 206                  | Magdalene Lind (NOR)          | 82è                  |
| 207                  | Eline Van Rooijen (NED)       | 103è                 |